# Baltimore Bullets (1944–1954)
Baltimore Bullets war der Name einer US-amerikanischen Basketballfranchise aus Baltimore, Maryland, die von 1944 bis 1947 in der ABL, von 1947 bis 1949 in der BAA und von 1949 bis 1954 in der NBA spielte.

## Geschichte
Das Team wurde 1944 gegründet und spielte bis 1947 zunächst in der American Basketball League (ABL). Ab der Saison 1947–1948 spielten die Bullets für zwei Jahre in der Basketball Association of America (BAA), bevor diese Liga die National Basketball League (NBL) übernahm und die Liga in National Basketball Association (NBA) umbenannt wurde. In der neu formierten NBA spielten die Bullets schließlich noch von 1949 bis 1954, bevor sich das Team am 27. November 1954 auflöste. Zu diesem Zeitpunkt belegten die Bullets in der Saison 1954–1955 eine Statistik mit 3 Siegen und 11 Niederlagen.

## Saisonstatistiken
| Saison                  | Siege:Niederlagen       | Prozent                 | Play-offs                                     |                         |                         |
| Baltimore Bullets (ABL) | Baltimore Bullets (ABL) | Baltimore Bullets (ABL) | Baltimore Bullets (ABL)                       | Baltimore Bullets (ABL) | Baltimore Bullets (ABL) |
| ----------------------- | ----------------------- | ----------------------- | --------------------------------------------- | ----------------------- | ----------------------- |
| 1944/45                 | 14:16                   | -                       | Niederlage in den ABL-Finals                  |                         |                         |
| 1945/46                 | 21:13                   | -                       | ABL-Meisterschaft                             |                         |                         |
| 1946/47                 | 31:3                    | -                       | ABL Finals ausgefallen                        |                         |                         |
| Baltimore Bullets (BAA) |                         |                         |                                               |                         |                         |
| 1947/48                 | 28:20                   | 58,3                    | BAA Meisterschaft                             |                         |                         |
| 1948/49                 | 29:31                   | 48,3                    | Niederlage im Halbfinale der Eastern Division |                         |                         |
| Baltimore Bullets (NBA) |                         |                         |                                               |                         |                         |
| 1949/50                 | 25:43                   | 36,8                    | keine Teilnahme                               |                         |                         |
| 1950/51                 | 24:42                   | 36,4                    | keine Teilnahme                               |                         |                         |
| 1951/52                 | 20:46                   | 30,3                    | keine Teilnahme                               |                         |                         |
| 1952/53                 | 16:54                   | 22,9                    | Niederlage im Halbfinale der Eastern Division |                         |                         |
| 1953/54                 | 16:56                   | 22,2                    | keine Teilnahme                               |                         |                         |
| 1954/55                 | 3:11                    | -                       | Team aufgelöst während der Saison             |                         |                         |

## Erfolge
- BAA Meisterschaft: 1 (1948)